# Сокольники (Тернопольская область)
Сокольники (укр. Сокільники) — село в Золотниковской сельской общине Тернопольского района Тернопольской области Украины.
До 2020 года входило в Теребовлянский район.
Население по переписи 2001 года составляло 273 человека. Почтовый индекс — 48114. Телефонный код — 3551.